# Чуйкевич Петро Омелянович
Петро́ Омеля́нович Чуйке́вич (* 15 грудня 1818 — † 1874) — український педагог, етнограф.

## Біографія
Петро Чуйкевич, за даними історика Олександра Оглоблина, належав до старовинного старшинсько-дворянського роду Чуйкевичів, що походив від Никифора Чуйкевича, який жив у 17 столітті .
Петро Омелянович Чуйкевич народився 15 грудня 1818 року  в містечку Вороніж Глухівського повіту Чернігівської губернії (нині це селище міського типу Шосткинського району Сумської області). Через рік — 7(19) серпня 1819 року — в цьому містечку народився майбутній український письменник Пантелеймон Куліш, який ще в дитинстві став близьким приятелем Петра Чуйкевича.
1843 року Чуйкевич зі званням дійсного студента закінчив філософський факультет Київського університету, де навчався разом із Василем Білозерським і Дмитром Пильчиковим, які того ж року закінчили цей же факультет зі званням кандидата .
Учителював у Рівному, Луцьку, Кам'янці-Подільському. Зокрема, у 1843–1846 роках працював молодшим учителем латинської мови в Рівненській чоловічій гімназії. Оскільки Чуйкевич не зжився з гімназійним начальством, то влітку 1846 року його перевели в Кам'янець-Подільську чоловічу гімназію, де він до 1853 року працював учителем географії .
Був під слідством у справі Кирило-Мефодіївського товариства. Чуйкевича звільнили через брак доказів.
1870 року Чуйкевич очолив щойно засновану в Глухові чотирикласну прогімназію. Діячі Глухівського земства високо оцінили внесок першого директора прогімназії: «Учена діяльність Чуйкевича добре відома земству. Перше триріччя він був гласним і брав дієву участь у заснуванні прогімназії». 1874 року діяльність Чуйкевича на посту директора обірвала його смерть.
Друг Пантелеймона Куліша, Миколи Костомарова, Осипа Бодянського.
У червні 1843 року в Києві в Пантелеймона Куліша познайомився з Тарасом Шевченком, потім декілька разів зустрічався з ним у Миколи Костомарова.
У жовтні 1846 року, коли Тарас Шевченко перебував у Кам'янці-Подільському, де вчителював Петро Чуйкевич, останній 3(15) жовтня записав в альбом поета пісні «Зійшла зоря із вечора, да й не назорилась», «Пливе щука з Кременчука, пливе собі стиха», «Ой, Кармелюче, по світу ходиш». Першу з цих пісень Шевченко використав у повістях «Близнецы», «Прогулка с удовольствием и не без морали» та в поемі «Марина».

## Етнографічна діяльність
Чуйкевич збирав українські народні пісні. Два його зошити з піснями, надані для користування Михайлові Максимовичу, сьогодні зберігаються в Інституті рукописів Національної бібліотеки України імені Володимира Вернадського. Один із них — «Малороссийские песни, собранные в Киеве П. Чуйкевичем в 1843 году» — на першій сторінці вгорі має напис: «От Кулеша» .